# Petre Botezatu
Petre Botezatu (n. 27 februarie 1911, Dorohoi – d. 1 decembrie 1981, Iași) a fost un logician român, ales ca membru post-mortem al Academiei Române (în 2006).

## Citat
Logicianul Petre Botezatu spunea despre politețe că este: Ceea ce cred eu că tu crezi că eu cred despre tine.